# José Francisco Elizondo Sagredo
José Francisco Elizondo Sagredo, més conegut per José F. Elizondo, (Aguascalientes, Mèxic, 29 de gener de 1880 - Ciutat de Mèxic, 20 d'abril de 1943) va ser un escriptor mexicà, epigramista, assagista, dramaturg, músic i humorista. Emprà els pseudònims Pepe Nava i Kien.

## Biografia
Als tretze anys, amb un grup d'amics fundà la revista El estudiante. Marxà a viure a Puebla i hi treballà com a taquígraf oficial del Congreso del Estado. S'establí a la capital mexicana als voltants de l'any 1900, i gràcies a Luis G. Urbina i Rafael López entrà a la secretaria particular del ministre d'Educació i Belles Arts, Justo Sierra. Començà a publicar poesies en la Revista Moderna i, poc després, aparegué el seu primer llibre de poesies, Crótalos (1903). Col·laborà en les revistes Multicolor (que dirigí de gener a juny del 1912), Savia Moderna, Revista de Revistas i El Mundo ilustrado, que dirigí durant un semestre del 1912. També va fer la secció humorística La vida en broma amb el pseudònim Pepe Nava. L'any 1920 ingressà en la redacció del diari Excelsior, i durant 23 anys hi publicà un epigrama diari.
En el camp de la música, Elizondo va ser autor de més de 40 llibrets de sarsueles i revistes musicals, com Chin-Chun-Chan que, amb lletra del català Lluís G. Jordà, obtingué més de mil representacions després de la seva estrena el 1904. Una altra de les seves sarsules, la revista de paròdia política El país de la metralla tingué conseqüències molt més desafortunades: la repressió Huertista va fer que el 1914 Elizondo s'hagués d'exiliar temporalment a l'Havana i que l'autor de la música, Rafael Gascón Aquilué, embogís mentre era amagat reclòs en el seu domicili. Elizondo escrigué lletres de cançons que assoliren popularitat, com Ojos Tapatíos amb música de Fernando Méndez Velázquez (Lletra), i Cielo andaluz (1912), un pas-doble amb música de Rafel Gascón que des del 1920 s'interpreta en les places de braus.
També es dedicà a la música de cinema, i seves foren les lletres de les cançons Dolor que, amb música de Manuel Álvarez Macista, formà part de la pel·lícula Celos, d'Arcady Boytler (1935) i Ojos Tapatíos, amb Pedro Infante i Jorge Negrete cantant-la a dúo en el film Dos tipos de cuidado (Ismael Rodríguez, 1952 Vídeo de la cançó), i que Jorge Negrete interpretà també en les pel·lícules Allá en el Rancho Grande (Fernando de Fuentes, 1949) i El rapto (Emilio Indio Fernández, 1953). Altres col·laboracions musicals cinematogràfiques van ser Yo bailé con Don Porfirio (de Gilberto Martínez Solares, 1942), amb els textos de les cançons elaborats amb Manuel Esperón i Ernesto Cortázar, i El dolor de los hijos (de Miguel Zacarías, 1948), que inclogué la sarsuela Chin-Chan-Chun en la banda sonora. Finalment, Elizondo i Ramón Pérez Díaz foren els guionistes d'El Rosario de Amozoc (de José Bohr, 1938), i Elizondo escrigué diàlegs per a la pel·lícula El gendarme desconocido de Miguel M. Delgado, en què intervingué el popular Cantinflas (1941).
Aguascalientes, la seva ciutat natal, li dedicà una avinguda.

## Obres

### Poesia
- Crótalos 1903
- Cosas bellas en palabras ingénuas. Prosas y versos de José F. Elizondo México: Casa Editorial Lozano, 1926
- Más de cien epigramas de "Kien" México: Cultura, 1932
- Pepe Nava La vida en broma México: Lib. de Pedro Robredo, 1934 (Reedició, México: Jus, 1979)
- Con las gafas alegres México: Botas, 1937 (Reedició, México: Jus, 1976)
- Gansadas México: Botas, 1938
- Fisgas y chungas (epigramas de Kien) México: Helvetia-Cipsa, 1941

### Llibrets de sarsuela
(Comprèn també obres per a l'escena que s'anomenaren "operetes" o "revistes" en el seu moment)
- A las doce y un minuto, amb música de Federico Ruiz
- Así son ellas
- Atiza
- El champion (1905), lletra de Rafael Medina i José F. Elizondo, música de Lluís G. Jordà
- Chin-Chan-Chun (1904) en un acte, amb lletra d'Elizondo i Rafael Medina, música de Lluís G. Jordà
- 19-20 (1919), amb música d'Eduardo Vigil y Robles
- Los efectos de la onda, en col·laboració amb Rafael Medina, Juan M. Gallego i Mario Victoria
- FIAT (1905) en un acte, amb lletra d'Elizondo i Medina, i música de Lluís G. Jordà
- La gran avenida (1902), primera sarsuela d'Elizondo, amb lletra de Zamora, Marlet i Rafael Gascón
- El heredero del trono, amb música de Rafael Fernando Méndez Velázquez
- Ki-King, amb música de Lluís G. Jordà
- Los kilométricos, amb música de Manuel Berrueco y Serna
- La mosca, paròdia de Tosca amb música de Manuel Berrueco
- Las musas del país (1913), en col·laboració amb Xavier Navarro i música de Fernando Méndez
- La onda fría (1906) en un acte, amb música de Manuel Berrueco
- El país de la metralla (1913) en un acte, amb música de Rafael Gascón
- La películera, amb música d'Ortiz de Zárate
- Se suspende el estreno, amb música de Manuel Berrueco i Lluís G. Jordà
- El surco (1911), amb lletra d'Elizondo i José Rafael Rubio, i música de Rafael Gascón i Eduardo Uranga
- El Tenorio Sam (1913) en un acte, amb lletra d'Elizondo i Jacinto Capella i música de Fernando Méndez
- La torre de babel, amb lletra de Federico Ruiz
- El tren de la ilusión, amb lletra de Julián Benlloch
- La vendedora de besos (1927) en un acte, amb música de Federico Ruiz
- Obres amb música de Quinito Valverde (Joaquín Valverde Sanjuán, mort el 1918): A la Habana me voy, La ciudad de los Fotingos, 19-16, Las perlas del Manzanares, Salón Valverde, La señorita 1918 (la señorita del año), Tonadillas y cantares i The Land of Joy (La Tierra de la Alegría) (1917), en col·laboració amb Eugenio Velasco i representada a Nova York